# Macrosiphum trollii
Macrosiphum trollii är en insektsart som beskrevs av Carl Julius Bernhard Börner 1950. Macrosiphum trollii ingår i släktet Macrosiphum och familjen långrörsbladlöss. Arten är reproducerande i Sverige. Inga underarter finns listade i Catalogue of Life.